# Il mio cammino (Gianni Celeste)
Il mio cammino è il secondo album del cantante siciliano Gianni Celeste, cantato in lingua napoletana, pubblicato nel 1986.

## Tracce
1. In discoteca
2. Sì piccirilla
3. Te penso
4. Dolore e padre
5. Auguri
6. Tu sì a cchiù bella
7. Un'avventura
8. E sto aspettanno
9. Ragazza mia
10. Solitudine